# Campionati europei di ciclismo su pista - Corsa a eliminazione maschile

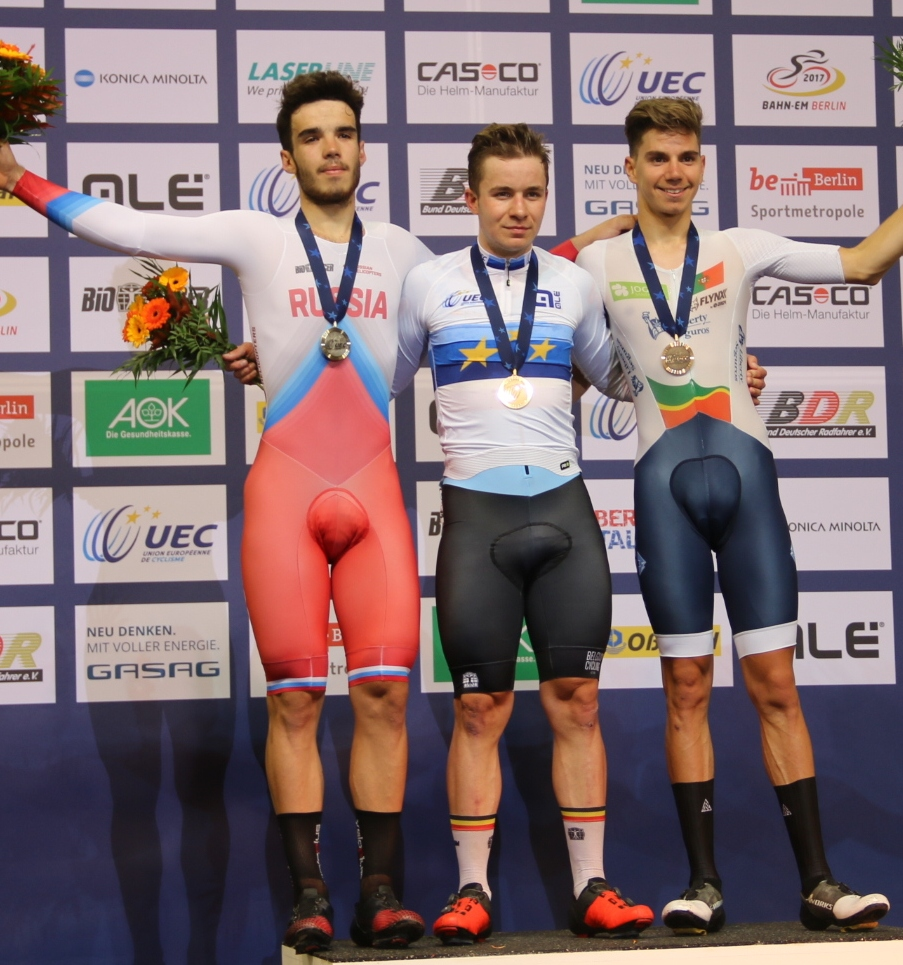
Il podio dell'edizione 2017: da sinistra Maksim Piskunov, Gerben Thijssen, Rui Oliveira

La corsa a eliminazione maschile è una delle prove inserite nel programma dei campionati europei di ciclismo su pista. Si svolge dall'edizione 2015 della manifestazione.

## Albo d'oro
Aggiornato all'edizione 2025.
| Anno | Vincitrice          | Secondo            | Terzo              |
| ---- | ------------------- | ------------------ | ------------------ |
| 2015 | Bryan Coquard       | Simone Consonni    | Christopher Latham |
| 2016 | Loïc Perizzolo      | Christos Volikakis | Jiří Hochmann      |
| 2017 | Gerben Thijssen     | Maksim Piskunov    | Rui Oliveira       |
| 2018 | Matthew Walls       | Rui Oliveira       | Szymon Krawczyk    |
| 2019 | Elia Viviani        | Bryan Coquard      | Filip Prokopyszyn  |
| 2020 | Matthew Walls       | Iúri Leitão        | Sergej Rostovcev   |
| 2021 | Sergej Rostovcev    | João Matias        | Thomas Boudat      |
| 2022 | Elia Viviani        | Theo Reinhardt     | Jules Hesters      |
| 2023 | Tim Torn Teutenberg | Rui Oliveira       | Philip Heijnen     |
| 2024 | Tobias Hansen       | William Tidball    | Jules Hesters      |
| 2025 | Tim Torn Teutenberg | Rui Oliveira       | Jules Hesters      |

## Medagliere
| Pos.   | Paese         | Oro | Argento | Bronzo | Totale |
| ------ | ------------- | --- | ------- | ------ | ------ |
| 1      | Gran Bretagna | 2   | 1       | 1      | 4      |
| 2      | Italia        | 2   | 1       | 0      | 3      |
| 2      | Germania      | 2   | 1       | 0      | 3      |
| 4      | Francia       | 1   | 1       | 1      | 3      |
| 4      | Russia        | 1   | 1       | 1      | 3      |
| 6      | Belgio        | 1   | 0       | 3      | 3      |
| 7      | Danimarca     | 1   | 0       | 0      | 1      |
| 7      | Svizzera      | 1   | 0       | 0      | 1      |
| 9      | Portogallo    | 0   | 5       | 1      | 5      |
| 10     | Grecia        | 0   | 1       | 0      | 1      |
| 11     | Polonia       | 0   | 0       | 2      | 2      |
| 12     | Rep. Ceca     | 0   | 0       | 1      | 1      |
| 12     | Paesi Bassi   | 0   | 0       | 1      | 1      |
| Totale | Totale        | 11  | 11      | 11     | 33     |

| Pos. | Atleta              | Oro | Argento | Bronzo | Totale |
| ---- | ------------------- | --- | ------- | ------ | ------ |
| 1    | Elia Viviani        | 2   | 0       | 0      | 2      |
| 1    | Matthew Walls       | 2   | 0       | 0      | 2      |
| 1    | Tim Torn Teutenberg | 2   | 0       | 0      | 2      |
| 4    | Bryan Coquard       | 1   | 1       | 0      | 2      |
| 5    | Sergej Rostovcev    | 1   | 0       | 1      | 2      |
| 6    | Loïc Perizzolo      | 1   | 0       | 0      | 1      |
| 6    | Gerben Thijssen     | 1   | 0       | 0      | 1      |
| 6    | Tobias Hansen       | 1   | 0       | 0      | 1      |
| 9    | Rui Oliveira        | 0   | 3       | 1      | 4      |